# Horniki Dolne
Horniki Dolne (kaszb. Dólné Horniczi) – część wsi Nowa Karczma w Polsce położona w województwie pomorskim, w powiecie kościerskim, w gminie Nowa Karczma
Miejscowość leży przy drodze wojewódzkiej numer 221.
Horniki Dolne są wsią luźno zabudowaną na sporej przestrzeni.
Miejscowość jest częścią składową sołectwa Nowa Karczma.
W latach 1975–1998 miejscowość administracyjnie należała do województwa gdańskiego.

## Nazwy źródłowe miejscowości
Arniki Dolne, niem. Nieder Hornikau